# Kenia op de Olympische Zomerspelen 1988
Kenia nam deel aan de Olympische Zomerspelen 1988 in Seoel, Zuid-Korea. Het Afrikaanse land eindigde op de 13de plaats in het medailleklassement, onder meer dankzij de 5 gouden medailles.

## Medailleoverzicht
| Sport    | Olympiër         | Onderdeel              | Medaille |
| -------- | ---------------- | ---------------------- | -------- |
| Atletiek | Paul Ereng       | 800m (m)               | Goud     |
| Atletiek | Peter Rono       | 1500m (m)              | Goud     |
| Atletiek | John Ngugi       | 5000m (m)              | Goud     |
| Atletiek | Julius Kariuki   | 3000m steeplechase (m) | Goud     |
| Boksen   | Robert Wangila   | -67kg (m)              | Goud     |
| Atletiek | Peter Koech      | 3000m steeplechase (m) | Zilver   |
| Atletiek | Peter Rono       | marathon (m)           | Zilver   |
| Atletiek | Kipkemboi Kimeli | 10000m (m)             | Brons    |
| Boksen   | Chris Sande      | -75kg (m)              | Brons    |

## Deelnemers en resultaten

### Atletiek
| Olympiër                                                    | Onderdeel              | Resultaat | Prestatie |
| ----------------------------------------------------------- | ---------------------- | --------- | --- |
| Kennedy Ondiek                                              | 100m (m)               | 40e       | serie 10: 4de in 10,51 kwartfinale 1: 7de in 10,57                                                             |
| Alfred Nyambane                                             | 100m (m)               | 28e       | serie 9: 2de in 10,50 kwartfinale 6: 5de in 10,43                                                              |
| Simon Kipkemboi                                             | 200m (m)               | DNS       | serie 5: niet gestart                                                                                          |
| Kennedy Ondiek                                              | 200m (m)               | 17e       | serie 6: 1ste in 20,79 kwartfinale 2: 4de in 20,79                                                             |
| Simeon Kipkemboi                                            | 400m (m)               | 19e       | serie 7: 2de in 45,15 kwartfinale 2: 5de in 45,44                                                              |
| Elkana Nyangau                                              | 400m (m)               | 27e       | serie 10: 4de in 46,25 kwartfinale 3: 7de in 46,09                                                             |
| Lucas Sang                                                  | 400m (m)               | 21e       | serie 3: 2de in 46,85 kwartfinale 4: 6de in 45,72                                                              |
| Paul Ereng                                                  | 800m (m)               | Goud      | serie 8: 1ste in 1.46,14 kwartfinale 1: 2de in 1.46,38 halve finale 1: 1ste in 1.44,55 finale: 1ste in 1.43,55 |
| Nixon Kiprotich                                             | 800m (m)               | 8e        | serie 1: 2de in 1.48,68 kwartfinale 3: 4de in 1.45,68 halve finale 2: 1ste in 1.44,71 finale: 8ste in 1.49,55  |
| Juma Ndiwa                                                  | 800m (m)               | 23e       | serie 7: 3de in 1.47,11 kwartfinale 2: 6de in 1.47,27                                                          |
| Kipkoech Cheruiyot                                          | 1500m (m)              | 7e        | serie 2: 1ste in 3.39,98 halve finale 1: 1ste in 3.38,09 finale: 7de in 3.37,94                                |
| Joseph Chesire                                              | 1500m (m)              | 11e       | serie 1: 4de in 3.41,72 halve finale 1: 6de in 3.39,17 finale: 11de in 3.40,82                                 |
| Peter Rono                                                  | 1500m (m)              | Goud      | serie 3: 1ste in 3.37,65 halve finale 2: 2de in 3.38,25 finale: 1ste in 3.35,96                                |
| Charles Cheruiyot                                           | 5000m (m)              | 21e       | 13.38,44 |
| John Ngugi                                                  | 5000m (m)              | Goud      | 13.11,70 |
| Yobes Ondieki                                               | 5000m (m)              | 12e       | 13.52,01 |
| Kipkemboi Kimeli                                            | 10000m (m)             | Brons     | 27.25,16 |
| Boniface Merande                                            | 10000m (m)             | DNF       | niet gefinisht                                                                                                 |
| Moses Tanui                                                 | 10000m (m)             | 8e        | 27.47,23 |
| Simon Kitur                                                 | 400m horden (m)        | 12e       | serie 2: 2de in 49,88 halve finale 2: 6de in 49,74                                                             |
| Joseph Maritim                                              | 400m horden (m)        | 10e       | serie 5: 3de in 49,64 halve finale 1: 5de in 49,50                                                             |
| Gideon Yego                                                 | 400m horden (m)        | DSQ       | serie 4: 3de in 49,80 halve finale 2: gediskwalificeerd                                                        |
| Julius Kariuki                                              | 3000m steeplechase (m) | Goud      | serie 2: 2de in 8.33,42 halve finale 2: 4de in 8.18,53 finale: 1ste in 8.05,51 (OR)                            |
| Peter Koech                                                 | 3000m steeplechase (m) | Zilver    | serie 1: 3de in 8.31,66 halve finale 1: 2de in 8.15,68 finale: 2de in 8.06,79                                  |
| Patrick Sang                                                | 3000m steeplechase (m) | 7e        | serie 3: 1ste in 8.36,11 halve finale 1: 4de in 8.16,70 finale: 7de in 8.15,22                                 |
| Elkana Nyang'au Kennedy Ondiek Simon Kipkemboi Peter Wekesa | 4x100m (m)             | 13e       | serie 3: 4de in 40,30 halve finale 2: 6de in 39,47                                                             |
| Tito Sawe Lucas Sang Paul Ereng Simeon Kipkemboi            | 4x400m (m)             | 8e        | serie 3: 2de in 3.05,21 halve finale 1: 2de in 3.03,24 finale: 8ste in 3.04,69                                 |
| Ibrahim Hussein                                             | marathon (m)           | DNF       | niet gefinisht                                                                                                 |
| Joseph Kipsang                                              | marathon (m)           | DNF       | niet gefinisht                                                                                                 |
| Douglas Wakiihuri                                           | marathon (m)           | Zilver    | 2:10.47 |
| William Sawe                                                | 50km snelwandelen (m)  | 35e       | 4:25.24 |
| David Lamai                                                 | verspringen (m)        | DNF       | kwalificatie groep A: geen geldige poging                                                                      |
|                                                             |                        |           | |
| Joyce Odhiambo                                              | 100m (v)               | 46e       | serie 6: 7de in 11,90                                                                                          |
| Joyce Odhiambo                                              | 200m (v)               | 38e       | serie 4: 5de in 24,26                                                                                          |
| Susan Sirma                                                 | 1500m (v)              | 19e       | 4.10,43 |
| Susan Sirma                                                 | 3000m (v)              | 27e       | serie 1: 14de in 9.06,90                                                                                       |
| Rose Tata-Muya                                              | 400m horden (v)        | 20e       | serie 1: 4de in 56,18                                                                                          |
| Pascaline Wangui                                            | marathon (v)           | 49e       | 2:47.42 |

### Boksen
| Olympiër         | Onderdeel   | Resultaat | Prestatie |
| ---------------- | ----------- | --------- | --- |
| Maurice Maina    | -48kg (m)   | 9e        | 1ste ronde: vrij 2de ronde: W van SYR Haddad: 4-1 3de ronde: V van THA Sasakul: 0-5 |
| Anthony Ikegu    | -51kg (m)   | 17e       | 1ste ronde: vrij 2de ronde: V van FRA Desavoye: scheidsrechterlijke beslissing |
| Steve Mwema      | -54kg (m)   | 5e        | 1ste ronde: vrij 2de ronde: W van NEP Giri: scheidsrechterlijke beslissing 3de ronde: W van MOZ Machaze: 5-0 kwartfinale: V van USA McKinney: 0-5                                                                                     |
| John Wanjau      | -57kg (m)   | 17e       | 1ste ronde: W van HUN Szõke: 3-2 2de ronde: V van NED Tuur: 1-4 |
| Patrick Waweru   | -60kg (m)   | 33e       | 1ste ronde: V van GDR Zülow: 0-5 |
| David Kamau      | -63,5kg (m) | 9e        | 1ste ronde: W van JOR Shahab: scheidsrechterlijke beslissing 2de ronde: W van CMR Ndongo-Ebanga: 5-0 3de ronde: V van MGL Altansükh: 0-5                                                                                              |
| Robert Wangila   | -67kg (m)   | Goud      | 1ste ronde: vrij 2de ronde: W van YUG Petronijević: scheidsrechterlijke beslissing 3de ronde: W van MGL Gantulga kwartfinale: W van BUL Furnigov: 5-0 halve finale: W van POL Dydak: walk-over finale: W van FRA Boudouani: knock-out |
| Mohamad Orungi   | -71kg (m)   | 17e       | 1ste ronde: vrij 2de ronde: V van ANG Silveira: scheidsrechterlijke beslissing |
| Chris Sande      | -75kg (m)   | Brons     | 1ste ronde: vrij 2de ronde: W van URU Montiel: knock-out 3de ronde: W van CMR Kamela: 5-0 kwartfinale: W van UGA Wanyama: 5-0 halve finale: V van GDR Maske: 0-5                                                                      |
| Joseph Akhasamba | -81kg (m)   | 5e        | 1ste ronde: W van ARU Nedd: scheidsrechterlijke beslissing 2de ronde: W van TGA Talia'uli: 5-0 kwartfinale: V van YUG Škaro: 0-5 |
| Harold Obunga    | -91kg (m)   | 5e        | 1ste ronde: vrij 2de ronde: W van TGA Fale: scheidsrechterlijke beslissing kwartfinale: V van POL Golota: 0-5 |
| Crispine Odera   | +91kg (m)   | 9e        | 1ste ronde: vrij 2de ronde: V van CAN Lewis: scheidsrechterlijke beslissing |

### Gewichtheffen
| Olympiër     | Onderdeel  | Resultaat | Prestatie                                                   |
| ------------ | ---------- | --------- | ----------------------------------------------------------- |
| Juma Abudu   | -60kg (m)  | 11e       | trekken: 14de met 90kg stoten: 11de met 110kg totaal: 200kg |
| David Maina  | -75kg (m)  | DNF       | niet gefinisht                                              |
| Suleman Juma | -90kg (m)  | 22e       | 265kg                                                       |
| Pius Ochieng | -110kg (m) | 15e       | 295kg                                                       |

### Hockey
| Olympiër | Onderdeel | Resultaat | Prestatie |
| --- | --------- | --------- | --- |
| Paul Sewe Omany Parminder Saini Roy Odhier Charles Oguk John Eliud Okoth Michael Omondi Sam Ngoyo Peter Akatsa Sanjiwan Goyal Christopher Otambo Lucas Alubaha Victor Owino Samson Oriso Inderjit Matharu Samson Muange Julius Mutua | mannen    | 12e       | groep A: 6de V van Australië: 1-7 V van Pakistan: 0-8 V van Spanje: 2-4 V van Nederland: 1-2 V van Argentinië: 1-5 9-12de plek: V van Zuid-Korea: 2-5 11-12de plek: V van Canada: 1-3 |

| Groep A |            |             |             |             |             |            |            |            |        |
| #       | Land       | Wedstrijden | Wedstrijden | Wedstrijden | Wedstrijden | Doelpunten | Doelpunten | Doelpunten | Punten |
| #       | Land       | G           | W           | G           | V           | V          | T          | Saldo      | Punten |
| 1       | Australië  | 5           | 5           | 0           | 0           | 19         | 3          | +16        | 10     |
| 2       | Nederland  | 5           | 3           | 1           | 1           | 12         | 6          | +6         | 7      |
| 3       | Pakistan   | 5           | 3           | 0           | 2           | 15         | 8          | +7         | 6      |
| 4       | Argentinië | 5           | 2           | 0           | 3           | 8          | 12         | -4         | 4      |
| 5       | Spanje     | 5           | 1           | 1           | 3           | 6          | 10         | -4         | 3      |
| 6       | Kenia      | 5           | 0           | 0           | 5           | 5          | 26         | -21        | 0      |

| Ronde        | Datum | Plaats     | Land | Score     | Land |
| ------------ | ----- | ---------- | ---- | --------- | ---- |
| Groepsfase   |       |            |      |           |      |
| 18 september | Seoel | Australië  | 7-1  | Kenia     |      |
| 20 september | Seoel | Pakistan   | 8-0  | Kenia     |      |
| 22 september | Seoel | Kenia      | 2-4  | Nederland |      |
| 24 september | Seoel | Nederland  | 2-1  | Kenia     |      |
| 26 september | Seoel | Argentinië | 5-1  | Kenia     |      |
| 9-12de plek  |       |            |      |           |      |
| 28 september | Seoel | Zuid-Korea | 5-2  | Kenia     |      |
| 11-12de plek |       |            |      |           |      |
| 29 september | Seoel | Canada     | 3-1  | Kenia     |      |

### Judo
| Olympiër           | Onderdeel | Resultaat | Prestatie                                   |
| ------------------ | --------- | --------- | ------------------------------------------- |
| John Bogie         | -65kg (m) | 34e       | 1ste ronde: V van PAR Céspedes              |
| Nelson Ombito      | -71kg (m) | 19e       | 1ste ronde: vrij 2de ronde: V van USA Swain |
| James Kihara       | -78kg (m) | 34e       | 1ste ronde: V van ESP González: ippon       |
| Tiberius Nyachwaya | -86kg (m) | 19e       | 1ste ronde: vrij 2de ronde: V van KOR Kim   |

### Schietsport
| Olympiër    | Onderdeel            | Resultaat | Prestatie                          |
| ----------- | -------------------- | --------- | ---------------------------------- |
| Shuaib Adam | 50m pistool (m)      | 42e       | kwalificatie: 42ste met 532 punten |
| Shuaib Adam | 10m luchtpistool (m) | 44e       | kwalificatie: 44ste met 556 punten |

### Worstelen
| Olympiër        | Onderdeel   | Resultaat   | Prestatie                                                           |
| Vrije stijl     | Vrije stijl | Vrije stijl | Vrije stijl                                                         |
| --------------- | ----------- | ----------- | ------------------------------------------------------------------- |
| Lamachi Elimu   | -52kg (m)   | 25e         | groep B: 13de V van COL Muñoz: 0-4 V van MGL Enkhbayar: 0-4         |
| Waruingi Kimani | -57kg (m)   | 23e         | groep B: 12de V van TUN Zelfani: 0-4 V van IRI Mohammadian: 0-4     |
| Kiptoo Salbei   | -68kg (m)   | 23e         | groep A: 12de V van PAN Hidalgo: 0-4 V van GRE Athanasiadis: 0-4    |
| Maisiba Obwoge  | -100kg (m)  | 19e         | groep B: 10de V van ROU Puşcaşu: 0-4 V van MTN Sar: 0-4             |
| Grieks-Romeins  |             |             |                                                                     |
| Lamachi Elimu   | -52kg (m)   | 17e         | groep B: 9de V van CHN Hu: 0-4 V van HUN Vadász: 0-4                |
| Kiptoo Salbei   | -68kg (m)   | 29e         | groep B: 15de V van BUL Karamanliev: 0-4 V van URS Julfalakyan: 0-4 |
| Maisiba Obwoge  | -100kg (m)  | 13e         | groep B: 7de V van MTN Sy: 0-4 V van KOR Yoo: 0-4                   |

Afghanistan · Algerije · Amerikaanse Maagdeneilanden · Amerikaans-Samoa · Andorra · Angola · Antigua en Barbuda · Argentinië · Aruba · Australië · Bahama’s · Bahrein · Bangladesh · Barbados · België · Belize · Benin · Bermuda · Bhutan · Birma · Bolivia · Bondsrepubliek Duitsland · Botswana · Brazilië · Britse Maagdeneilanden · Brunei · Bulgarije · Burkina Faso · Canada · Centraal-Afrikaanse Republiek · Chili · China · Chinees Taipei · Colombia · Congo-Brazzaville · Cookeilanden · Costa Rica · Cyprus · Denemarken · Djibouti · Dominicaanse Republiek · Duitse Democratische Republiek · Ecuador · Egypte · El Salvador · Equatoriaal-Guinea · Fiji · Filipijnen · Finland · Frankrijk · Gabon · Gambia · Ghana · Grenada · Griekenland · Groot-Brittannië · Guam · Guatemala · Guinee · Guyana · Haïti · Honduras · Hongarije · Hongkong · Ierland · IJsland · India · Indonesië · Irak · Iran · Israël · Italië · Ivoorkust · Jamaica · Japan · Joegoslavië · Jordanië · Kaaimaneilanden · Kameroen · Kenia · Koeweit · Laos · Lesotho · Libanon · Liberia · Libië · Liechtenstein · Luxemburg · Malawi · Malediven · Maleisië · Mali · Malta · Marokko · Mauritanië · Mauritius · Mexico · Monaco · Mongolië · Mozambique · Nederland · Nederlandse Antillen · Nepal · Nieuw-Zeeland · Niger · Nigeria · Noord-Jemen · Noorwegen · Oeganda · Oman · Oostenrijk · Pakistan · Panama · Papoea-Nieuw-Guinea · Paraguay · Peru · Polen · Portugal · Puerto Rico · Qatar · Roemenië · Rwanda · Saint Vincent en de Grenadines · Salomonseilanden · Samoa · San Marino · Saoedi-Arabië · Senegal · Sierra Leone · Singapore · Soedan · Somalië · Sovjet-Unie · Spanje · Sri Lanka · Suriname · Swaziland · Syrië · Tanzania · Thailand · Togo · Tonga · Trinidad en Tobago · Tsjaad · Tsjecho-Slowakije · Tunesië · Turkije · Uruguay · Vanuatu · Venezuela · Verenigde Arabische Emiraten · Verenigde Staten · Vietnam · Zaïre · Zambia · Zimbabwe · Zuid-Jemen · Zuid-Korea · Zweden · Zwitserland